# 27986 Hanuš
27986 Hanuš là một tiểu hành tinh vành đai chính với chu kỳ quỹ đạo là 1509.6068866 ngày (4.13 năm).
Nó được phát hiện ngày 4 tháng 11 năm 1997.